# Happy Camper Média
 (avril 2024).
La mise en forme du texte ne suit pas les recommandations de Wikipédia : il faut le « wikifier ».
Les points d'amélioration suivants sont les cas les plus fréquents :
- Les titres sont pré-formatés par le logiciel. Ils ne sont ni en capitales, ni en gras.
- Le texte ne doit pas être écrit en capitales (les noms de famille non plus), ni en gras, ni en italique, ni en « petit »…
- Le gras n'est utilisé que pour surligner le titre de l'article dans l'introduction, une seule fois.
- L'italique est rarement utilisé : mots en langue étrangère, titres d'œuvres, noms de bateaux, etc.
- Les citations ne sont pas en italique mais en corps de texte normal. Elles sont entourées par des guillemets français : « et ».
- Les listes à puces sont à éviter, des paragraphes rédigés étant largement préférés. Les tableaux sont à réserver à la présentation de données structurées (résultats, etc.).
- Les appels de note de bas de page (petits chiffres en exposant, introduits par l'outil «  Source ») sont à placer entre la fin de phrase et le point final[comme ça].
- Les liens internes (vers d'autres articles de Wikipédia) sont à choisir avec parcimonie. Créez des liens vers des articles approfondissant le sujet. Les termes génériques sans rapport avec le sujet sont à éviter, ainsi que les répétitions de liens vers un même terme.
- Les liens externes sont à placer uniquement dans une section « Liens externes », à la fin de l'article. Ces liens sont à choisir avec parcimonie suivant les règles définies. Si un lien sert de source à l'article, son insertion dans le texte est à faire par les notes de bas de page.
- La présentation des références doit suivre les conventions bibliographiques. Il est recommandé d'utiliser les modèles {{Ouvrage}}, {{Chapitre}}, {{Article}}, {{Lien web}} et/ou {{Bibliographie}}. Le mode d'édition visuel peut mettre en forme automatiquement les références.
- Insérer une infobox (cadre d'informations à droite) n'est pas obligatoire pour parachever la mise en page.

Pour une aide détaillée, merci de consulter Aide:Wikification.
Si vous pensez que ces points ont été résolus, vous pouvez retirer ce bandeau et améliorer la mise en forme d'un autre article.
Happy Camper Média a été fondé en 2018 par Renaud Sylvain,. Il s'agit d'une maison de production et d'un studio d’animation 2D qui développe, produit et distribue des séries télévisées originales. Basée à Québec sur la rue Saint-Joseph, Happy Camper Média compte plusieurs types de productions : séries télévisées, balados, livres audios et jeux Web associés aux séries animées. La série à succès de dessins animés L'Agent Jean ! est issue de la bande dessinée québécoise d’Alex A.. Lauréate durant quatre années consécutives aux Prix Gémeaux (2019-2020-2021-2022) la série animée de l'Agent Jean! compte 5 saisons diffusées par Radio Canada en français et par CBC GEM en anglais,,,.

## Séries de dessins animés
- L'Agent Jean ! (Super Agent Jon Le Bon) - 2018 [10]
- La petit dragouille - 2022[11]
- Les dragouilles - 2022[12]
- Mini-Jean et Mini-Bulle - 2023[13]
- Savais-tu? - 2024 (en production)[14]